# Herminium ophioglossoides
Hermínium ophioglossoídes — вид цветковых растений рода Бровник (Herminium) семейства Орхидные (Orchidaceae). 
Эндемик Китая, встречается на территории провинций Сычуань и Юньнань.
Произрастает по склонам гор, на высотах 2100—3500 метров над уровнем моря.
Растения высотой от 6 до 26 см с прямостоячим, толстым голым стеблем, облиственным у основания. С мясистыми клубнями вытянутой (яйцевидной) формы, длиной 10—20 мм, диаметром около 5—12 мм. Цветки поникающие желтовато-зелёного цвета.